# Rajons d'Aizkraukle
Le rajons d'Aizkraukle était situé au centre-sud de la Lettonie dans la région du Zemgale. Les rajons ont été supprimés par la réforme administrative de 2009.
Il est arrosé par la Daugava sur laquelle est placée (au niveau d'Aizkraukle) un des trois grands barrages hydroélectrique qui fournissent le pays en électricité.
Le district est composé de 2 pilsetas, 18 pagasti et 1 novads.

## Population (2000)
Au recensement de l'an 2000, le district avait 41 968 habitants, dont : 
- Lettons : 31 777 personnes, soit 75,71 %.
- Russes :  6 138 personnes, soit 14,63 %.
- Lituaniens :  1 314 personnes, soit 3,13 %.
- Biélorusses :  1 131 personnes, soit 2,69 %.
- Ukrainiens :    638 personnes, soit 1,52 %.
- Polonais : 608 personnes, soit 1,45 %.
- Autres : 362 personnes, soit 0,86 %.

Le terme Autres inclut notamment des ressortissants issus de l'ex-URSS (Estoniens, Moldaves...), ainsi que des Roms.

## Subdivision

### novads
- Aizkraukle

## Pilseta
- Jaunjelgava
- Pļaviņas

### Pagasts
- Aiviekste (en)
- Bebri
- Daudzese
- Irši
- Klintaine
- Koknese (en)
- Mazzalve
- Nereta
- Sece
- Sērene
- Skrīveri
- Valle (en)
- Vietalva